# Khabur (Tigru)
Khabur sau Micul Khabur (kurdă Xabûr, Ava Xabûr sau Xabîr, turcă  Habur, Khabir sau Habur Suyu (Habur Water)) este un râu care izvorăște din Turcia și curge prin Irak pentru a se vărsa în Tigru la frontiera triplă a Turciei, Irakului și Siriei.